# Sjaloza
Sjaloza, sjaloadenoza (łac. sialosis) – niezapalna i nienowotworowa choroba ślinianek, szczególnie przyusznych. Termin ten obejmuje wiele schorzeń spowodowanych zaburzeniami metabolizmu i zmianami czynności miąższu gruczołu ślinowego, które powodują upośledzenie lub zanik wydzielania śliny.

## Przyczyny
Najczęściej przyczyną sjaloz są choroby ogólnoustrojowe, szczególnie zaburzenia hormonalne, niedożywienie lub zaburzenia neurogenne. Należą do nich:
- awitaminozy: pelagra, choroba beri-beri
- cukrzyca
- mocznica
- endokrynopatie: nadczynność tarczycy
- alkoholizm
- inne zaburzenia hormonalne: menopauza i andropauza
- choroby z niedożywienia (na przykład kwashiorkor)
- mukowiscydoza.

Czynnikiem sprzyjającym sjalozie jest także ciąża, jak również stosowanie niektórych leków.

## Histopatologia
W obrazie mikroskopowym miąższu gruczołu ślinowego objętego sjalozą obserwuje się:
- przerost komórek surowiczych, zanik ziarnistości cytoplazmatycznych; treść staje się śluzowa
- zanik cewek (przewodów ślinowych prążkowanych)
- brak nacieków zapalnych
- stłuszczenie miąższu gruczołu ślinowego w końcowej fazie.

## Objawy
Niebolesny, nawracający, zwykle obustronny obrzęk gruczołów ślinowych (najczęściej przyusznic).

## Leczenie i rokowanie
Jest zawsze przyczynowe i polega na likwidacji czynników wywołujących sjalozę: wyrównanie niedoborów witaminowych, pokarmowych, leczenie chorób endokrynologicznych. Rokowanie jest pomyślne, jednak gorsze u alkoholików.

## Klasyfikacja ICD10
| kod ICD10     | nazwa choroby |
| ------------- | --- |
| ICD-10: K11   | Choroby gruczołów ślinowych |
| ICD-10: K11.7 | Zaburzenia wydzielania śliny. Zmniejszone wydzielanie śliny. Zwiększone wydzielanie śliny. Brak wydzielania śliny (suchość). |
| ICD-10: K11.8 | Inne choroby gruczołów ślinowych. Łagodny limfatyczno-nabłonkowy guz ślinianki. Choroba Mikulicza. Martwicza metaplazja ślinianek. Rozstrzenie przewodów ślinowych. Zaciśnięcie przewodu ślinianki. Zwężenie przewodu ślinianki. |
| ICD-10: K11.9 | Choroba gruczołu ślinowego, nieokreślona. Adenopatia ślinianki, bliżej nieokreślona. |